# Casa Doctor Deulofeu
La Casa Doctor Deulofeu és una obra de Vidreres (Selva) inclosa a l'Inventari del Patrimoni Arquitectònic de Catalunya.

## Descripció
Immoble de planta quadrada, de tres pisos, amb una faixa d'estuc horitzontal que actua com a línia de separació entre el primer i el segon pis. Destaca per sobre de tot, la façana que desenvoca al carrer el qual precisament recull o es denomina amb el mateix nom de la casa, i en especial les obertures del primer pis. Es tracta de tres obertures rectangulars, emmarcades per un guardapols d'estuc amb les impostes treballades en relleu.
Pel que fa al segon pis, aquest és projectat com a golfes i està resolt en la façana amb tres obertures rectangulars minúscules irrellevants, ja que no recullen cap element destacat, ja sigui emmarcament, ampit, dovel·les... Coberta amb una teulada molt sobresortida, a dues aigües. Cal esmentar que ens trobem davant d'una casa important o bé que ho havia estat en un temps anterior, tal com molt bé ho acredita o testimonia l'imponent entrada, projectada o dissenyada seguint el model de les torres emmerlatades i culminada per una gran reixa de ferro forjat.